# Wetenschap in beeld
Wetenschap in beeld is een populairwetenschappelijk tijdschrift dat in Nederland verschijnt. De hoofdredactie is gevestigd in Kopenhagen.
Tevens verschijnt Wetenschap in Beeld in België, Denemarken, Noorwegen, Zweden, Finland, IJsland, Griekenland, Letland, Litouwen, en de Verenigde Staten. De redactie van Nederland bevindt zich te Amsterdam. Wetenschap in Beeld verschijnt eenmaal per maand. De oplage van het tijdschrift is 23.000.

## Inhoud
- Schrijf ons: Lezers kunnen de redactie schrijven als ze bijvoorbeeld commentaar hebben op een artikel.
- Vraagbaak: Hier kunnen lezers vragen stellen over verschillende dingen (voorbeeld: Hoe slapen walvissen?)
- Actueel: Wetenschappelijk nieuws wordt hierin besproken.
- Archieven: De geschiedenis van de wetenschap komt hierin voor.
- Wereld van de wetenschap: Korte uitleg over verschillende (wetenschappelijke) onderwerpen
- Hersenkrakers: Puzzels

Verder verschijnen er ook verschillende artikelen waarvan het onderwerp per nummer afhangt.